# Baśnie tysiąca i jednej nocy (film 1974)
Baśnie tysiąca i jednej nocy (cz. Pohádky tisíce a jedné noci) – czechosłowacki film animowany z 1974 roku w reżyserii Karela Zemana.

## Produkcja
Tworząc ten film, twórca postarał się naśladować styl graficzny perskich i arabskich miniatur. Jak na film dla dzieci, zawiera on kilka w miarę brutalnych scen.
Film został zrealizowany przez złączenie 7 filmów krótkometrażowych z lat 1971 - 1974, konkretnie:
• Dobrodružství námořníka Sindibáda (Przygody Sindbada żeglarza) (1971)
• Druhá cesta námořníka Sindibáda  (Druga podróż Sindbada żeglarza) (1972)
• V zemi obrů. Třetí cesta námořníka Sindibáda (W kraju olbrzymów. Trzecia podróż Sindbada żeglarza) (1973)
• Magnetová hora. Čtvrtá cesta námořníka Sindibáda (Góra magnetyczna. Czwarta podróż Sindbada żeglarza) (1973)
• Létající koberec. Pátá cesta námořníka Sindibáda (Latający dywan. Piąta podróż Sindbada żeglarza) (1973)
• Mořský sultán. Šestá cesta námořníka Sindibáda (Morski sułtan. Szósta podróż Sindbada żeglarza) (1974)
• Zkrocený démon. Sedmá cesta námořníka Sindibáda (Oswojony demon. Siódma podróż Sindbada żeglarza) (1974)

## Fabuła
Sindbad żeglarz wybiera się na morze, żeby przeżyć przygodę. W swojej podróży styka się z sułtanami, księżniczkami i różnymi nadprzyrodzonymi istotami, przedmiotami i miejscami. W konsekwencji dania wolności złotej rybce, morze jest mu zawsze wierne, a istoty w nim żyjące pomagają mu uratować się w śmiertelnych sytuacjach. Podczas podróży odkrywa, że bogactwo to nie wszystko, wręcz przeciwnie, raczej przynosi nieszczęście.

## Obsada głosowa
Jan Tříska – narrator